# Інститут Аспена

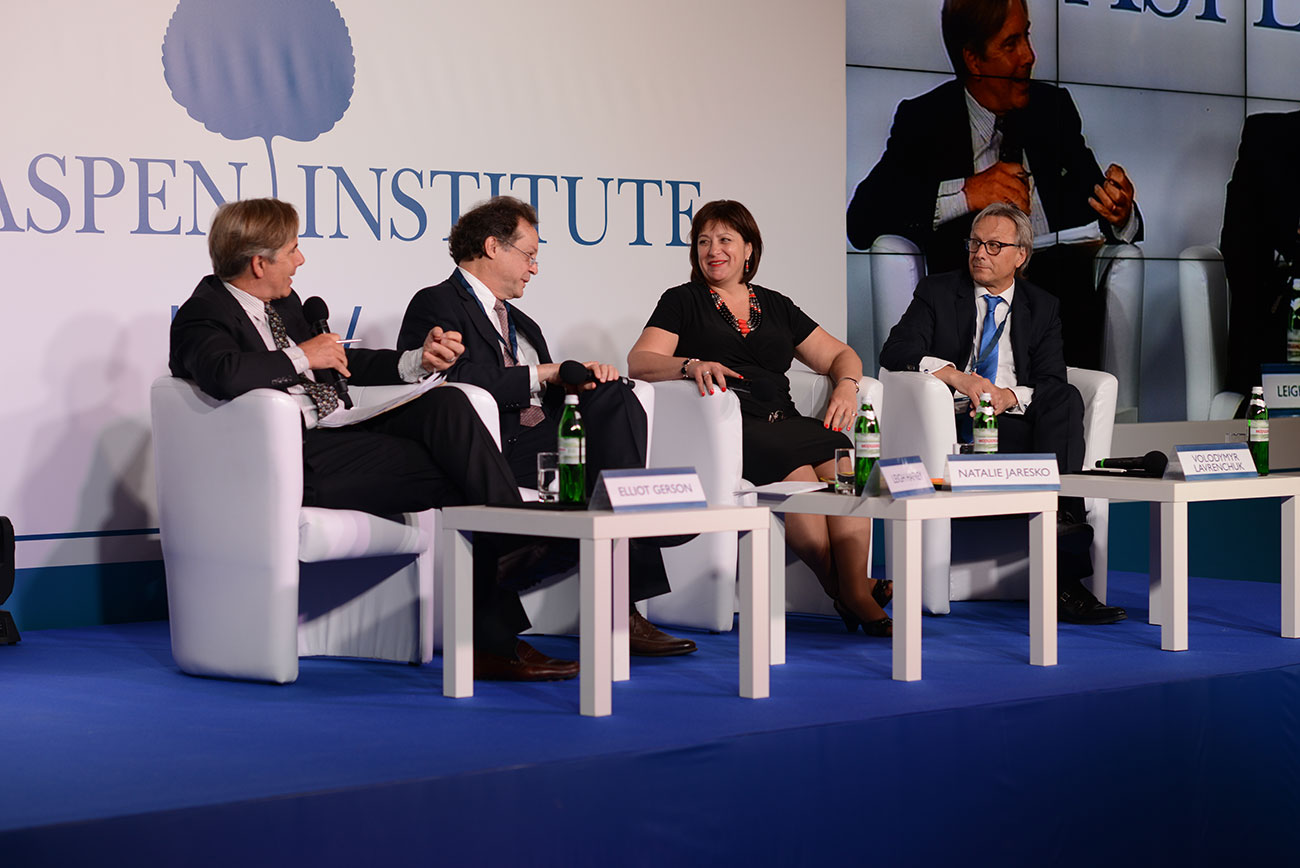

Аспен Інститут, англ. Aspen Institute — міжнародна некомерційна організація, заснована в 1950 році як Інститут Аспена з гуманістичних досліджень. Організація, що здійснює освітню діяльність і дослідження з актуальних суспільних питань. Інститут і його міжнародні партнери сприяють більш глибокому взаємопорозумінню в безпартійній і неідеологічній обстановці шляхом проведення регулярних семінарів, політичних програм, конференцій та ініціатив в області розвитку лідерства. Інститут зі штаб-квартирою у Вашингтоні, округ Колумбія, США, і має кампуси в Аспені, штат Колорадо і біля берегів Чесапикської затоки на річці Уай в Меріленді. Він має партнерські інститути Аспен в Берліні, Римі, Мадриді, Парижі, Ліоні, Токіо, Нью-Делі, Празі, Києві та Бухаресті, а також лідерські ініціативи в Сполучених Штатах і на африканському континенті, Індії і Центральної Америки.
Aspen Institute значною мірою фінансується за рахунок фондів, таких як Корпорації Карнегі, Фонд братів Рокфеллерів, Фонд Джорджа Сороса «Відкрите суспільство», Фонд Гейтсів, Фонд Форда, за рахунок зборів семінару, а також індивідуальних пожертв. Піклувальна рада Aspen Institute включає керівників від політики, уряду, бізнесу та наукових кіл, які також вносять вклад в його підтримку.
Станом на 2016 р. віце-президент Інституту Аспена — Елліот Герсон.
Президент Аспенського інституту — Волтер Айзексон — американський журналіст, письменник та біограф; автор популярних біографій Стіва Джобса, Генрі Кіссінджера, Бенджаміна Франкліна та Альберта Ейнштейна.

## Історія
Інститут в основному створив Вальтер Пепке, чиказький бізнесмен, який був натхненний програмою «Великі книги» Мортімера Адлера в Чиказькому університеті. У 1945 році Пепке відвідав художника і архітектора Баухауза Герберта Байєра, AIA, який спроєктував і побудував мінімалістичний будинок у стилі Баухауза за межами колишнього шахтарського міста Аспен, що занепадало, у долині Ревучого Форка. Пепке і Байєр задумали місце, де могли б збиратися художники, лідери, мислителі та музиканти. Незабаром після цього, проходячи через Аспен під час мисливської експедиції, фанат нафтової промисловості Роберт О. Андерсон (невдовзі стане засновником і генеральним директором Atlantic Richfield) зустрівся з Bayer і поділився баченням Пепке та Bayer. У 1949 році Пепке організував 20-денне міжнародне святкування 200-річчя німецького поета і філософа Йоганна Вольфганга фон Гете. Свято зібрало понад 2000 учасників, у тому числі Альберта Швейцера, Хосе Ортегу-і-Гассета, Торнтона Вайлдера та Артура Рубінштейна.
У 1949 році Пепке заснував Інститут Аспена; а пізніше музичний фестиваль в Аспені і зрештою (з Баєром і Андерсоном) Міжнародна конференція дизайну в Аспені (IDCA). Пепке шукав форум, «де може процвітати людський дух», особливо серед вихору та хаосу модернізації. Він сподівався, що Інститут зможе допомогти бізнес-лідерам відновити те, що він назвав «вічними істинами»: цінності, якими вони керувалися інтелектуально, етично та духовно, коли вони керували своїми компаніями. Натхненний семінаром філософа Мортімера Адлера «Великі книги» в Чиказькому університеті, Пепке працював з Андерсоном над створенням семінару керівника Інституту Аспена. У 1951 році Інститут спонсорував національну конференцію з фотографії, на якій взяли участь Ансель Адамс, Доротея Ланге, Бен Шан, Береніс Еббот та інші видатні особи. Протягом 1960-х і 1970-х років Інститут додав організації, програми та конференції, включаючи Аспенський центр фізики, стратегічну групу Аспена, програму комунікацій та суспільства та інші програми, які зосереджені на освіті, комунікації, правосудді, азійській думці, науці, техніці, навколишнє середовище та міжнародні відносини.
У 1979 році на пожертву промисловця і філантропа Corning Glass Артура А. Хоутона-молодшого Інститут придбав кампус площею 1000 акрів (4 км²) на східному березі Чесапікської затоки в Меріленді, відомий сьогодні як конференц-центри Вай-Рівер. У 1996 році відбувся перший семінар програми Сократ.
У 2005 році він провів перший фестиваль ідей у Аспені, на якому провідні уми з усього світу обмінювалися та виступали на глобальні проблеми. Інститут разом з The Atlantic щорічно приймає фестиваль. Він підготував філантропів, таких як Керрі Морґрідж.
З 2013 року Інститут Аспена разом з американським журналом The Atlantic і Bloomberg Philanthropies бере участь в організації щорічного заходу CityLab, саміту, присвяченого розробці стратегій розв'язання проблем урбанізації в сучасних містах.
Уолтер Айзексон був президентом і генеральним директором Інституту Аспена з 2003 по червень 2018 року. У березні 2017 року Айзексон оголосив, що піде у відставку з поста президента та генерального директора в кінці року. 30 листопада 2017 року Деніел Портерфілд був оголошений його наступником. Портерфілд змінив Ісааксона 1 червня 2018 року.

## Аспен Інститут Київ
Аспен Інститут Київ — громадська неполітична організація, яка сприяє розвитку взаєморозуміння між українськими лідерами з ключових питань, підтримує становлення ціннісно-орієнтованого лідерства, розвитку культури ведення діалогу про принципи суспільної взаємодії.
Аспен Інститут Київ офіційно відкрився 27 травня 2015 року. Його Наглядову раду очолила Наталія Яресько, а першим виконавчим директором став Сергій Кошман.
Аспен Інститут Київ входить до мережі з 12 міжнародних партнерів в Європі, Латинській Америці та Азії.
Керівництво Аспен Інститутом Київ здійснює виконавчий директор Юлія Тичківська.
Як платформа лідерського діалогу, Аспен Інститут Київ надає можливість для неформального обговорення різних точок зору з питань сучасних викликів, з якими стикаються суспільство і бізнес.
Станом на кінець 2021 року випускниками Аспен Інституту Київ стали 1194 лідерів зі сфер політики, державного управління, бізнесу, культури, освіти, мистецтва, медіа, юриспруденції. Спільнота Аспен Інституту Київ об'єднує 340 найактивніших з них. Станом на кінець 2024 року мав 1868 випускників та випускниць

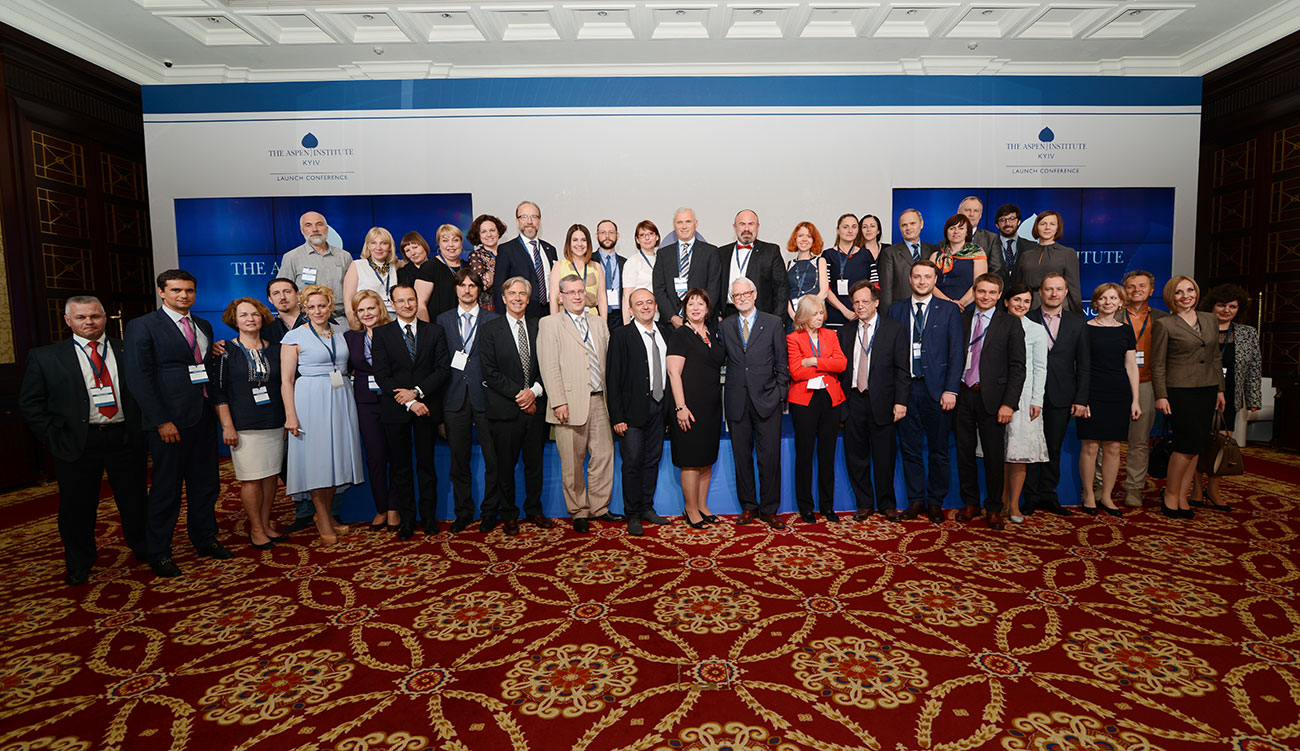

## Сократівський семінар
Сократівські семінари дозволяють учасникам детально дослідити актуальну тему, що визначає суттєво впливає на життя людей в усьому світі. Дискусії розгортаються довкола викликів сучасності та проходять за участі досвідчених модераторів, які заохочують колег ділитися поглядами та з'ясовувати переконання один одного. Семінари проводяться з використанням сократичного методу, сприяючи розгляду ідей та обміну думками. Основна робоча мова семінарів — англійська.

## Лідерські семінари
Лідерські семінари проводяться в Україні з 2008 року. Учасники обговорюють тексти сучасних і класичних мислителів, обмінюючись унікальним лідерським досвідом. Це дає лідерам можливість розширити горизонти мислення і дослідити власні цінності, які лежать в основі прийняття повсякденних рішень.

## Програмні напрями
Аспен Інститут Київ, виходячи з довгострокових цілей, розвиває програмні напрями з метою підтримки лідерів тих секторів суспільства, що мають ключове значення для сталого і перспективного розвитку країни. Так, у рамках програмного напряму «Справедливість, закон і суспільство» Інститут проводить семінари для лідерів сфер юриспруденції, державного управління та правозахисної діяльності. Події програмного напряму «Медіа та реальність: виміри відповідальності» покликані надати платформу для діалогу представникам та представницям медіа-спільноти. Також Аспен Інститут розвиває програмні напрями: «Бізнес та суспільство», «Добре врядування», «Діалоги про благодійність», «Національна ідентичність».
Програмні напрями передбачають дослідження відповідних галузей, підтримку діалогу щодо актуальних проблем певного сектора, організацію громадських форумів, проведення тематичних семінарів, здійснення публікацій тощо.